# Остап Ортвін
Остап Ортвін (справжні ім'я та прізвище — Оскар Каценелленбоґен; 1876 — 1942) — польський літературний критик, літературознавець, театрознавець, журналіст, літературний і громадський діяч єврейського походження. 

## Життєпис
23 листопада 1876 — народився в єврейській сім'ї Генрика та Ядвіґи Марії Каценелленбоґенів у місті Тлумачі (Товмачі).
1899 — закінчив правничі студії при Львівському університеті зі званням «доктор права». Деякий час працював адвокатом у різних юридичних фірмах.
1904- остаточно покинув адвокатську практику та присвятив себе літературній та журналістській праці. 1905, вересень — керівник видавництва Польської книгарні Бернарда Полонецького, а згодом — його співвласник.
1913, лютий — Остап Ортвін припинив працювати у видавництві Полонецького з наміром заснувати власну видавничу спілку «Атенеум», мета якої: друкувати переклади шедеврів світової літератури. На заваді став початок Перша світова війнаПершої світової війни.
1920 — створена Професійна спілка польських письменників, де Ортвін став заступником голови (віцепрезесом), а згодом — головою львівського відділення Спілки (презесом).
1930 — відзначений Золотим Хрестом Заслуги за діяльність на ниві організації й розвитку Східних торгів у Львові.
1935 — отримав нагороду «Золоті академічні лаври» Польської академії літератури.
1939, жовтень — ввійшов до складу Організаційного комітету Спілки радянських письменників України.
1939, грудень — відмовився вступати до Спілки радянських письменників й неофіційно провадив діяльність Професійної спілки польських письменників і видавав посвідки її членам.
1942, весна — розстріляний нацистами під час ліквідації гетто у Львові.

### Цікаві сторінки життя
Під час навчання в Львівському університеті починає цікавитись літературою, вступає до науково-літературного союзу, бере участь у літературному гуртку при Академічній читальні Львівського університету.
Товаришував з представниками літературного середовища Львова — Леопольдом Стаффом, який студіював право, та Станіславом Антонієм Мюллером, майбутнім адвокатом.
Ортвін та Стафф започаткували при Книгарні Полонецького бібліотечку «Symposion» — серію книг із філософії, культури й мистецтва, задуману під впливом філософії та літературно-критичної діяльності Станіслава Бжозовського.
Ортвін був найближчим другом Бжозовського. Працював рецензентом у його часописі «Ґлос» («Głos»).
Був членом львівської модерністської літературної групи «Planetnicy».
У приміщенні Професійної спілки польських письменників на вулиці Оссолінських, 11 (тепер — Стефаника) надавав щоденні літературні консультації. Публічні заходи (зустрічі, літературні дискусії, бали) відбувались у приміщенні літературно-мистецького кола на вулиці Академічній, 13 (тепер — проспект Шевченка).
За головування Ортвіна відбулося понад 200 «Дискусійних понеділків», на які збиралася львівська інтелектуальна еліта. Постійними учасниками цих зібрань були й українські письменники, зокрема Михайло Рудницький. Участь українських літераторів, на думку Ортвіна, мала сприяти міжнаціональному зближенню, яке він бачив у національній асиміляції.
За часи фашистської окупації відмовився переховуватися та приймати запроваджені гітлерівською владою правила поведінки для євреїв.
До 1940 року він щодня приходив у неопалюване приміщення Спілки, де приймав нечисленних відвідувачів, намагався допомагати біженцям, єврейським письменникам, зокрема, виписував їм талони в їдальню. Це була виразна демонстрація його соціальної позиції та ставлення до нацистської влади.

## Найяскравіша постать літератури, мистецтва, журналістики
Вирізнявся емоційним стилем критичних оцінок, характерною темпераментною мовою, гучним голосом і колоритною зовнішністю: потужна статура, високий чорний капелюх, буйний чуб, козацькі вуса — все це привертало увагу до його харизматичної особи.
Від літератури Ортвін вимагав цілковитої посвяти, навіть героїзму, найвищого рівня моральної й національної свідомості. На його думку, «правдивість» літературного твору залежить від створення літературної фікції, яка дотримується внутрішньої логіки.
Літературну критику він трактував як теоретичну дисципліну, що має досліджувати твір об'єктивно, незалежно від особистих поглядів і уподобань критика. Значний вплив на погляди Ортвіна мала філософія Романа Інґардена.
Ортвін мав славу найвідомішого і найавторитетнішого літературного критика, знавця мистецтва, ерудита, поліглота, шанувальник творчості Ріхарда Ваґнера, Фрідріха Ніцше.
Літературна критика польської газети «Chwila» («Хвиля» — у перекладі «Момент»), що видавалася до війни в Львові, була представлена іменем Остапа Ортвіна.
У міжвоєнний період друкувався надзвичайно мало, не видав власної монографії. Але незважаючи на відсутність матеріалів у друкованому просторі, Ортвін був одним із найактивніших і найвпливовіших львівських критиків свого часу.